# Gerásimos Kombothékras
Gerásimos Kombothékras (grec moderne : Γεράσιμος Κομποθέκρας), né à Kombothékra (aujourd'hui Dáfni dans le dème d'Andravida-Kyllini) en Élide était un homme politique grec qui participa à la guerre d'indépendance grecque.
Il fut élu député de Patras à l'assemblée nationale d'Astros.

## Sources
- (el) Parlement grec, Μητρώο Πληρεξουσίων, Γερουσαστών και Βουλευτών. 1822-1935, Athènes, Parlement grec,‎ 1986, 159 p. (lire en ligne) [PDF]